# Garennemolen
De Garennemolen, ook wel gekend als de Konijnenbosmolen, Moulin de Coppens of Moulin de la Garenne, is een watermolen aan de rivier de Mark, in de tot de Henegouwse gemeente Edingen behorende plaats Mark.
Deze watermolen, van het type onderslagmolen, fungeerde als korenmolen en oliemolen. Hij ligt in een scherpe bocht van de rivier, op het gebied van het Waals Gewest maar vlak bij het Vlaams Gewest, dat zich aan de overzijde van de rivier bevindt.

## Geschiedenis
In 1335 was er voor het eerst sprake van een watermolen op deze plaats. De molen werd herhaaldelijk verbouwd en bleef actief tot na de Tweede Wereldoorlog. In 1957 was de molen als woonhuis in gebruik.

## Gebouw
Van de oorspronkelijke functie is nog een vervallen metalen onderslagrad overgebleven dat is aangebracht aan een langgerekt bakstenen gebouw. Verder zijn er nog een deel van de maalinrichting en een stuw met een verval van 1,3 meter aanwezig.